# قرار مجلس الأمن التابع للأمم المتحدة رقم 978
قرار مجلس الأمن التابع للأمم المتحدة رقم 978، الذي اتخذ بالإجماع في 27 فبراير 1995، بعد أن أشار إلى جميع القرارات السابقة بشأن رواندا، بما في ذلك 935 (1994) و955 (1994)، أصدر المجلس تعليماته إلى الدول الأعضاء بإلقاء القبض على الأشخاص المسؤولين عن الأفعال التي ارتكبت أثناء الإبادة الجماعية في رواندا واحتجازهم، وذلك ضمن اختصاص المحكمة الجنائية الدولية لرواندا.
وأعرب مجلس الأمن عن قلقه إزاء التقارير المتعلقة بالإبادة الجماعية والانتهاكات المنهجية للقانون الإنساني الدولي التي ارتكبت في رواندا. وقد أكدت لجنة الخبراء هذه التقارير عملا بالقرار 935. وأُعرب أيضا عن القلق إزاء الهجمات على اللاجئين الذين يرغبون طوعا في العودة إلى رواندا وإلى الحالة في مخيمات اللاجئين. وجرى التأكيد على تقديم المسؤولين عن هذه الأعمال إلى العدالة.
ودعا المجلس الدول الأعضاء إلى إلقاء القبض على الأشخاص الموجودين في إقليمهم الذين تتوافر لهم أدلة كافية على أنهم مسؤولون عن الأعمال المضطلع بها في إطار الولاية القضائية للمحكمة الجنائية الدولية لرواندا. وكان على البلدان التي ألقت القبض على المشتبه فيهم إبلاغ الأمين العام بطرس بطرس غالي المدعي العام ريتشارد غولدستون في المحكمة الجنائية الدولية لرواندا بتفاصيل ذات صلة بهويتهم وسبب احتجازهم وأدلة ضدهم. وطُلب إلى البلدان المعنية أيضا أن تتعاون مع ممثلين من لجنة الصليب الأحمر الدولية والمحققين في المحكمة الجنائية الدولية لرواندا.
وأدينت بشدة جميع الهجمات التي تستهدف الأشخاص في مخيمات اللاجئين على حدود رواندا، ودعا المجلس إلى منع مثل هذه الأعمال. وحثت الدول التي وقعت فيها الهجمات على أن تتخذ إجراءات وفقا للقانون الوطني والدولي وأن تحتجز وتجمع الأدلة ضد المسؤولين عنها.
وكان القرار 978 غير ملزم للدول الأعضاء، بالنظر إلى عدم الاحتجاج بالفصل السابع.

## وصلات خارجية
- نص القرار في undocs.org